# Bartłomiej Niedziela
Bartłomiej Niedziela (* 7. Mai 1985 in Grójec, Polen) ist ein polnischer Fußballspieler auf der Position eines linken offensiven Mittelfeldspielers. Zurzeit spielt er bei Stomil Olsztyn in der zweitklassigen polnischen 1. Liga.

## Karriere
Niedziela begann seine Karriere als aktiver Fußballspieler in den Jugendmannschaften von Pilica Białobrzegi. Im Jahre 2003 kam er in die Amateurmannschaft von Polonia Warschau, bei denen er von 2003 bis 2004 unter Vertrag stand. Ab dem Jahre 2004 folgte ein erneutes Engagement bei seinem ersten Jugendklub Pilica Białobrzegi. Dem Verein blieb er bis 2006 treu und verließ ihn, um nach Wysokie Mazowieckie zum dort in der drittklassigen 2. Liga spielenden Ruch Wysokie Mazowieckie zu wechseln. Beim Verein aus Wysokie Mazowieckie weilte er von 2006 bis 2007, ehe er abermals die Mannschaft wechselte und vom polnischen Erstligisten Jagiellonia Białystok unter Vertrag genommen wurde. Sein Debüt in der höchsten polnischen Spielklasse gab Niedziela am 25. August 2007 vor eigenem Publikum beim 1:1-Remis gegen Górnik Zabrze, als er in der 55. Spielminute für Mariusz Dzienis eingewechselt wurde. Als Stammspieler konnte sich Niedziela nicht durchsetzen. Bis zu seiner Vereinslosigkeit im Januar 2009 kam er bei insgesamt 22 absolvierten Spielen auf 19 Einwechslungen sowie drei Auswechslungen. Anfang Januar 2009 wurde er für vereinslos erklärt. Im Februar desselben Jahres wurde die Vereinslosigkeit Niedzielas dementiert und er wurde in weiterer Folge an Motor Lublin in die zweithöchste polnische Spielklasse, die 1. Liga, verliehen. Bei der Vertragsunterzeichnung wäre sein Leihvertrag bei den Lublinern im Januar 2010 ausgelaufen. Doch im Juni 2009 entschied sich der Vorstand von Jagiellonia Białystok Niedziela nach nur acht absolvierten Ligaspielen zu einem anderen Verein zu verleihen. So kam es, dass der 24-jährige Mittelfeldakteur im Juli desselben Jahres als Leihspieler für ein Jahr zu Górnik Łęczna wechselte. Nach seinem einjährigen Gastspiel bei Górnik Łęczna wurde er ablösefrei vom Zweitligisten Flota Świnoujście verpflichtet. Dort wurde er dann zum Stammspieler und scheiterte nur knapp als Tabellendritter am Aufstieg. In der Sommerpause 2011 jedoch wechselte er zum Absteiger aus der Ekstraklasa Arka Gdynia, wo er in der Saison 2011/12 in 18 Ligaspielen zum Einsatz kam. Nach der Saison kehrte er zu Flota Świnoujście zurück. Es folgten weitere Stationen bei Górnik Łęczna, Chojniczanka Chojnice und Widzew Lodz. Seit dem 28. Februar 2019 steht er bei Zweitligist Stomil Olsztyn unter Vertrag.